# Margareta Aminoff
Gerda Margareta Aminoff, född 23 mars 1913 i Helsingfors, död 4 februari 1998, var en finländsk ombudsman och politiker. Hon ingick 1936 äktenskap med Torsten Aminoff. 
Aminoff, som var dotter till filosofie magister Eric von Rettig och Nanna Wilhelmina Ahlström, blev student 1930 och studerade litteraturhistoria och nordisk filologi vid Helsingfors universitet 1930–1936. Hon var ombudsman för Svenska befolkningsförbundet i Finland från 1951 och lärare i svenska och medborgarkunskap vid Helsingfors stads yrkesskola för flickor 1948–1964. 
Aminoff var anställd vid Aftonpostens redaktion 1944–1945, radioteaterkritiker i Nya Pressen 1948–1949 och teaterkritiker i Appell 1949–1960. Hon var ordförande i Studentskornas Gille 1937–1938, sekreterare i Barnavårdsföreningen i Finland 1937–1942, andre viceordförande i Svenska Kvinnoförbundets Helsingforsavdelning 1954–1964, viceordförande i Svenska semesterförbundet från 1963, i styrelsen för Svensk äktenskapsrådgivning från 1964, förste viceordförande i Svenska folkpartiet i Helsingfors från 1966, medlem av Svenska folkpartiets centralstyrelse 1957–1962, av förstärkta centralstyrelsen från 1962, av stadsfullmäktige i Helsingfors från 1961, av delegationen för Svenska kulturfonden från 1963 och Svenska Finlands folkting från 1964.